# Moormerland
Moormerland è un comune di 22.500 abitanti della Bassa Sassonia, in Germania.
Appartiene al circondario (Landkreis) di Leer (targa LER).